# 鳳凰山 (深圳市)
鳳凰山（ほうおうざん）は、中華人民共和国広東省深圳市宝安区にある山である。
標高376m。低い丘陵が主。山体は砂類土から構成される。

## 名勝
- 鳳岩古廟

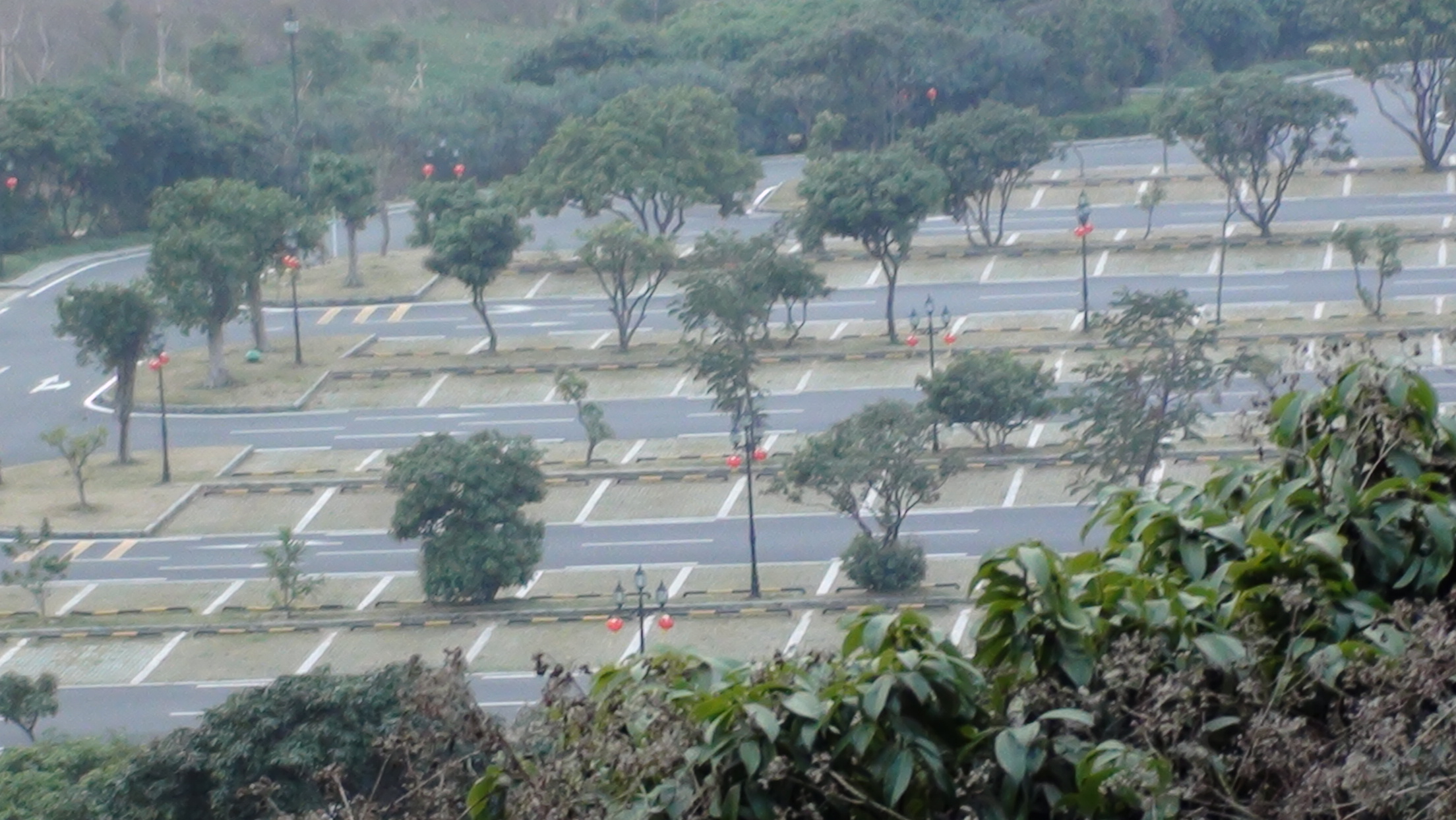
停車場
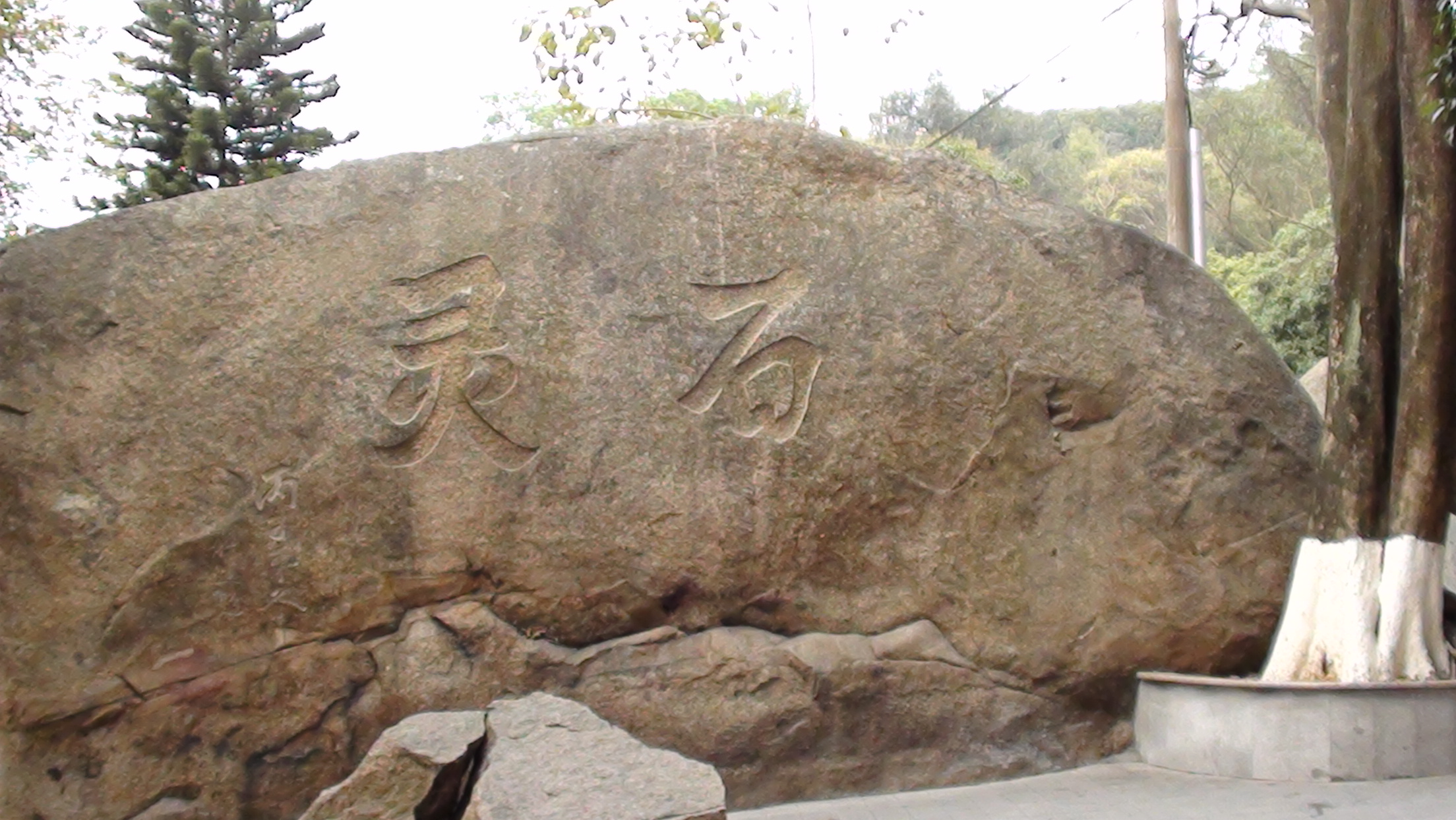
石
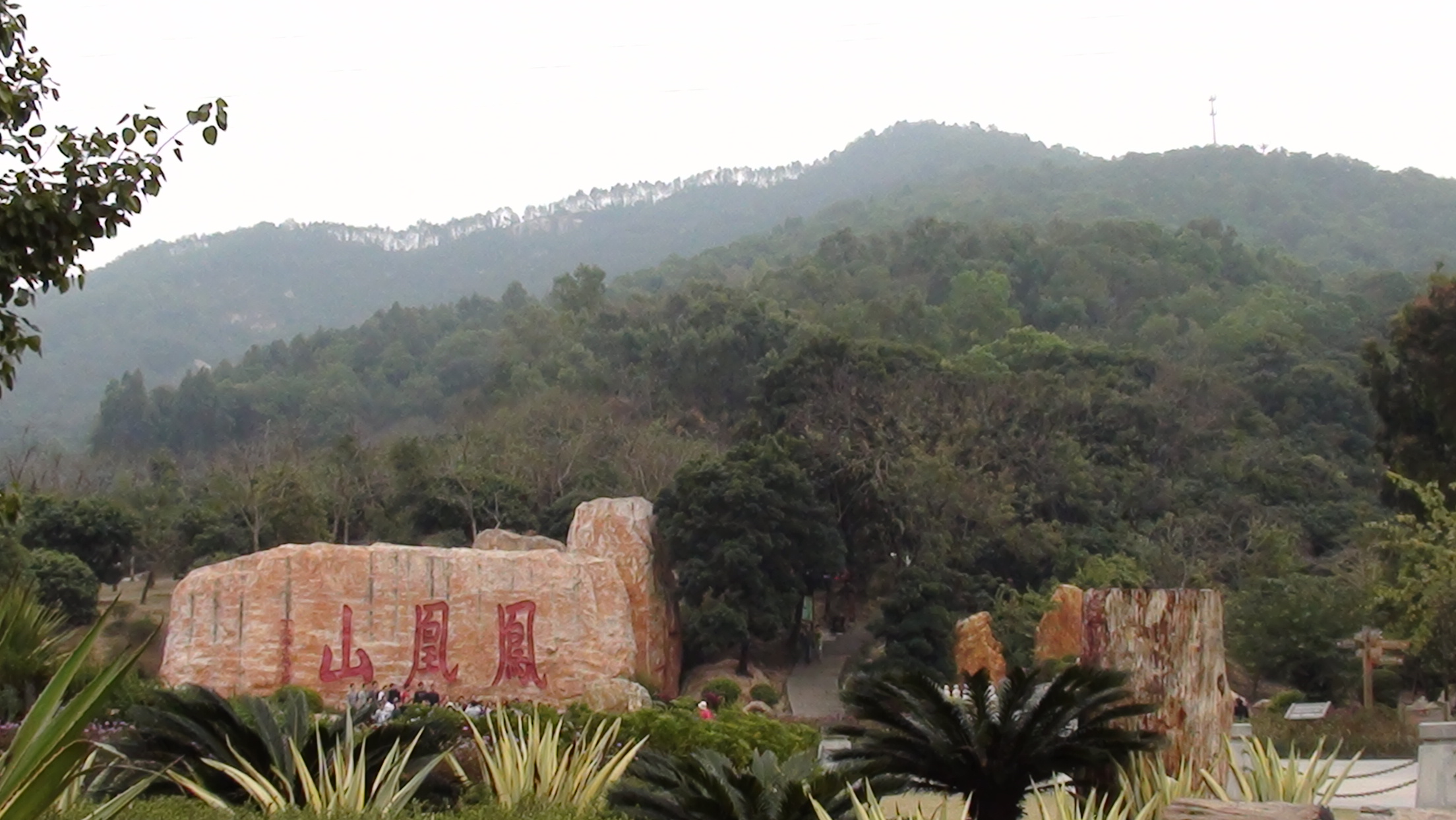
山麓景色
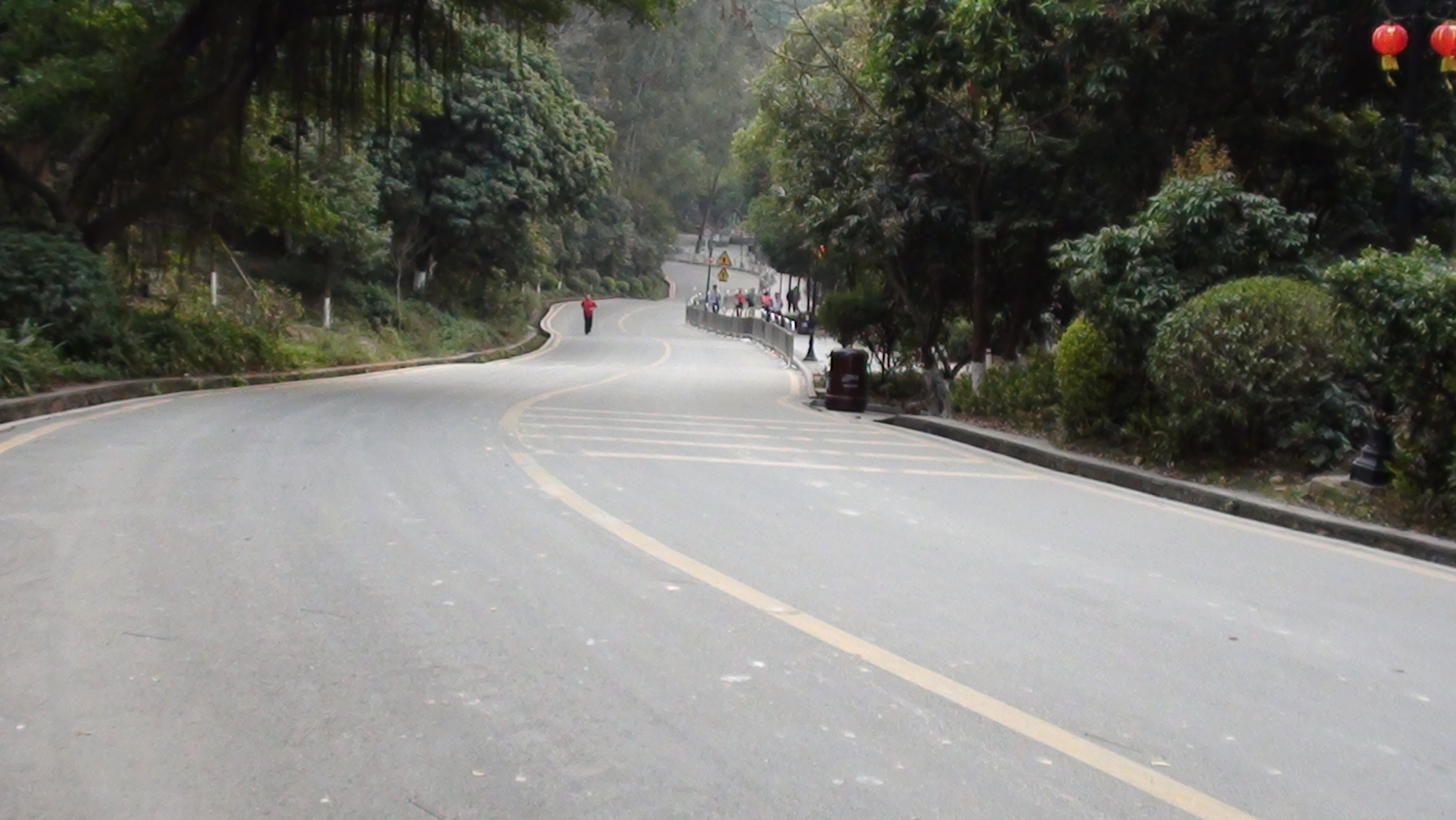
登山公路